# Salajna
Salajna (németül Konradsgrün) Dolní Žandov településrésze Csehországban, a Karlovy Vary-i kerület Chebi járásában. Korábban önálló település volt.

## Fekvése
Dolní Žandovtól 2 km-re északnyugatra, a Šitbořský patak mentén fekszik.

## Története
Német telepesek alapították. Első írásos említése Chunratsgrün néven 1299-ből származik. Lakói a középkorban földműveléssel és fakitermeléssel foglalkoztak, majd a fából faszenet készítettek. Ezenkívül a 18. századtól kezdődően a környék felszíni bányáiból kis mennyiségben vasércet is bányásztak. Iskoláját 1797-ben alapították. A községnek 4 malma volt, a legrégibb még a 17. században épült. Önkéntes tűzoltóságát 1896-ban alapították. A település 1948-ban vette fel a Salajna elnevezést. Az 1900-ban még 213 lakosú településnek 1993-ban már csak 65 lakosa volt.
1. ↑  Cseh Statisztikai Hivatal: https://www.czso.cz/csu/czso/vysledky-scitani-2021-otevrena-data (cseh nyelven). (Hozzáférés: 2022. november 1.)